# Rhabdophis leonardi
Espèce
Synonymes
- Natrix leonardi Wall, 1923
- Natrix swinhonis reducta Mell, 1931

Statut de conservation UICN

 LC  : Préoccupation mineure
Rhabdophis leonardi est une espèce de serpents de la famille des Natricidae. 

## Répartition
Cette espèce se rencontre, :
- en Birmanie ;
- en République populaire de Chine au Yunnan, au Tibet et dans le sud-ouest du Sichuan.

## Publication originale
- Wall, 1923 : Notes on a collection of snakes from Sinlum Kaba. Journal of the Bombay Natural History Society, vol. 29, no 2, p. 466-468.